# Provincia del Sur (Maldivas)
La provincia del Sur fue una de las siete efímeras provincias de las Maldivas. Las provincias fueron creadas en un intento de descentralización por parte de la administración Nasheed en 2008. Fue gobernada por la ministra de Estado para asuntos domésticos, Thilmeeza Hussain. Rechazando este cambio, el Parlamento vio la abolición del sistema provincial en 2010, a través de un Acta de Descentralización nuevamente decretada. La formaban el atolón de Gnaviyani y la ciudad de Seenu. Su capital era Hithadhoo. El censo de población de 2006 registró 25.662 habitantes.